# Río Ruidoso
El Río Ruidoso es un río de unos 48 km de longitud localizado en la Sierra Blanca y la sierra del Sacramento en el condado de Lincoln y Otero en Nuevo México formando parte de la cuenca del río Ruidoso.
La cabecera del río Ruidoso se localiza en las cimas a unos 3,659 m s. n. m. del pico denominado Sierra Blanca en la escarpada Sierra Blanca que se ubican en la reserva india apache de Mescalero. Desde este punto, va corriente abajo entre la sierra del Sacramento, que forma parte del bosque nacional de Lincoln y a través del pueblo de Ruidoso que lleva su nombre en honor al río. En sus 48 km de recorrido baja un desnivel de unos 1800 metros.